# Bei Rimlingen und Rissenthal
Bei Rimlingen und Rissenthal este o arie protejată (arie specială de conservare — SAC, sit de importanță comunitară — SCI) din Germania întinsă pe o suprafață de 35 ha, integral pe uscat.

## Localizare
Centrul sitului Bei Rimlingen und Rissenthal este situat la coordonatele 49°28′09″N 6°45′57″E / 49.4692°N 6.7658°E.

## Înființare
Situl Bei Rimlingen und Rissenthal a fost declarat sit de importanță comunitară în februarie 2004 pentru a proteja un număr necunoscut de specii din flora spontană și fauna sălbatică aflate în arealul zonei. Situl a fost protejat și ca arie specială de conservare în octombrie 2016.

## Biodiversitate
Situată în ecoregiunea continentală, aria protejată conține 3 habitate naturale: Izvoare petrifiante cu formare de travertin (Cratoneurion), Păduri de fag Luzulo-Fagetum, Păduri pe pante, grohotișuri și ravene de Tilio-Acerion.
La baza desemnării sitului se află un număr nedeclarat de specii protejate.
Pe lângă speciile protejate, pe teritoriul sitului au mai fost identificate 14 specii de plante.